# ميكروكوكس لوتس
ميكروكوكس لوتس بالانجليزية Micrococcus luteus هو جرثومة موجبة الجرام ، إلى متغير الجرام ، غير متحرك ، كوكوس ، رباعي الترتيب ، مصطبغة ، بكتيريا رمية تنتمي إلى عائلة Micrococcaceae . ويكون اليورياز والكتلاز موجب. هوائية ، تعيش في التربة والغبار والماء والهواء ، وتعتبر جزء من الكائنات الحية الدقيقة الطبيعية لجلد الثدييات. تستعمر البكتيريا أيضًا فم الإنسان ، والغشاء المخاطي ، والبلعوم ، والجهاز التنفسي العلوي . اكتشفه السير ألكسندر فليمنج قبل أن يكتشف البنسلين في عام 1928.
يعتبر Micrococcus luteus ملوثًا في المرضى وهو مقاوم عن طريق إبطاء عمليات التمثيل الغذائي الرئيسية وتحريض الجينات الفريدة. إنها بكتيريا عالية نسبة المحتوى ل G + C.
Micrococcus luteus هو المخثرة سلبية، باسيتراسين ، وأشكال المستعمرات صفراء زاهية على أجار المغذيات .
ثبت أن Micrococcus luteus تعيش في البيئات قليلة التغذية لفترات طويلة من الزمن. العمل الأخير من قبل (Greenblatt et al). إثبت أن Micrococcus luteus قد نجت ما لا يقل عن 34000 إلى 170000 سنة على أساس تحليل الرنا الريباسي 16S ، وربما لفترة أطول من ذلك بكثير. ولديها واحدة من أصغر جينوم الطليقة شعاويات التسلسل حتى الآن، تضم كروموسوم واحد دائري منذ 2501097 سنة مضت .

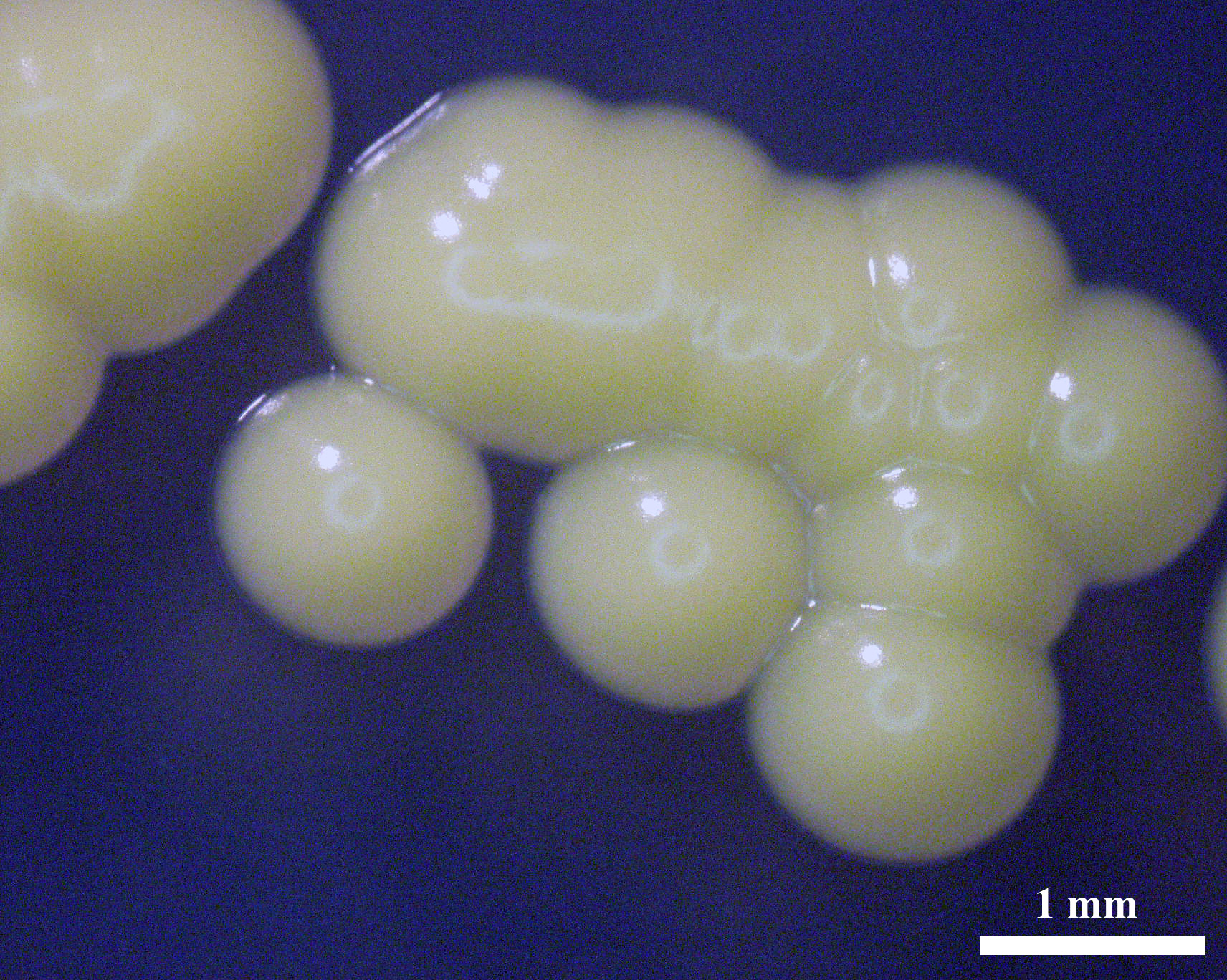

## استخدام الشيفرة الجينية الجديد
كان Micrococcus luteus أحد الأمثلة المبكرة لاستخدام الكودون الجديد  مما أدى إلى استنتاج مفاده أن الشفرة الجينية ليست ثابتة ، ولكنها تتطور

## التصنيف
Micrococcus luteus كان يُعرف سابقًا باسم Micrococcus lysodeikticus .
في عام 2003 ، تم اقتراح إعادة تصنيف سلالة واحدة من Micrococcus luteus ، ATCC 9341 ، على أنها Kocuria rhizophila .

## امتصاص الأشعة فوق البنفسجية
اكتشف باحثون نرويجيون في عام 2013 سلالة M. luteus التي تصنع صبغة تمتص أطوال موجية من الضوء من 350 إلى 475 نانو متر. يرتبط التعرض لهذه الأطوال الموجية للأشعة فوق البنفسجية بزيادة الإصابة بسرطان الجلد ، ويعتقد العلماء أن هذا الصباغ يمكن استخدامه لصنع واقي من الشمس يمكن أن يحمي من الأشعة فوق البنفسجية.

## اختبارات لتحديد الهوية[9][10][11]
| اختبار        | نتيجة                   |
| ------------- | ----------------------- |
| صبغة غرام     | إيجابي (+)              |
| كاتالاز       | إيجابي (+)              |
| حمض الجلوكوز  | سلبي (-) (صبغة صفراء)   |
| باسيتراسين    | حساس                    |
| الحركة        | سلبي (-) غير متحرك      |
| تخفيض النترات | رد فعل سلبي (-) للنترات |
| يوريس         | نفي (-)                 |